# 信濃號列車
信濃號列車（日语：しなの）是東海旅客鐵道（JR東海）及東日本旅客鐵道（JR東日本）運行的開行於名古屋站和長野站之間，經由中央本線、篠之井線、信越本線的特急列車（2018年3月之前為L特急）。列車名稱來自於長野縣在古代名為信濃國。
2010年12月4日，因稻穗號列車（いなほ）縮短行車區間，行駛至至大阪車站的信濃16號成為JR在來線日間行駛距離最長的定期班次特急列車。2016年3月26日後，因利用率不佳，大阪站發車的信濃號被廢除，在來線行車距離最長的列車一位被JR九州的日輪喜凱亞號取代。至此日本已無白天運行的跨越JR三社的客運列車。

## 概要
1953年名古屋站 - 長野站間開始運行準急列車，最初每天以不定期列車運轉，於1956年11月成為定期列車。1959年引進新車型，改為急行列車，行車時間縮短了1小時，大概為4小時40分鐘。1965年前後，中央西線的特急列車有營利需求，但是因為中央西線的路線坡度大，需要開發新型柴聯車以因應。於是以Kiha91系作為實驗，研發出高性能的特急用柴聯車KiHa181系，信濃號列車於1968年10月升級為特急列車。
1973年5月中央西線電氣化完工，7月開始行駛381系傾斜式電聯車，1975年3月全部列車以電聯車運轉。從1995年開始引進控制式自然傾斜列車383系電聯車，1996年12月1日，長野站出發和到達的定期列車統一為383系。
列車名稱來自長野縣大部分地區的古地名信濃國。

## 運行概況
所有定期列車在名古屋站和長野站之間往返，每日 13 趟往返，臨時列車可以運行至松本站或大糸線白馬站。由於途經長野縣山區和岐阜縣東部，可能因山區局部大雨或冬天降雪延誤。即使在其他時間，由於單軌區間的交會和在鹽尻站等待中央東線方面的轉運列車，幾分鐘的延誤也很常見。

### 停靠站
名古屋站 - （金山站） - 千種站 - 多治見站 - （惠那站） - 中津川站 - （南木曾站） - （上松站） - 木曾福島站 - 鹽尻站 - 松本站 - （明科站） - （聖高原站） - 篠之井站 - 長野站
西段廢止前，列車停靠大阪站 - 新大阪站 - 京都站 - 米原站 - 岐阜站 - 名古屋站。

## 使用車輛
現役:
- JR東海383系電聯車

過去使用車輛:
- キハ181系. 91系柴油列車 (1968-1975)
- 日本國鐵381系電聯車（日语：国鐵381系電車） (1973-2008)